# 調景嶺體育館

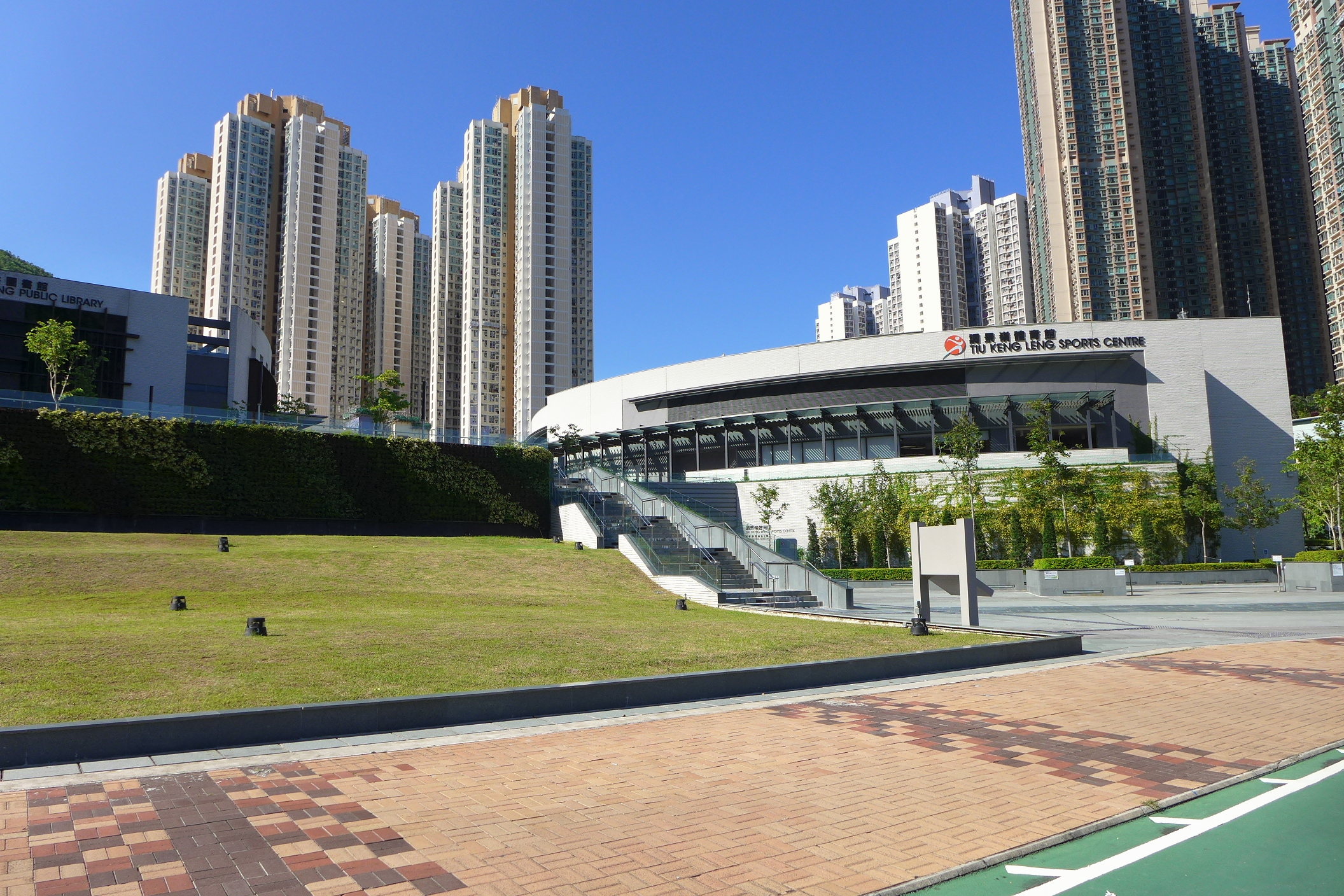
調景嶺體育館

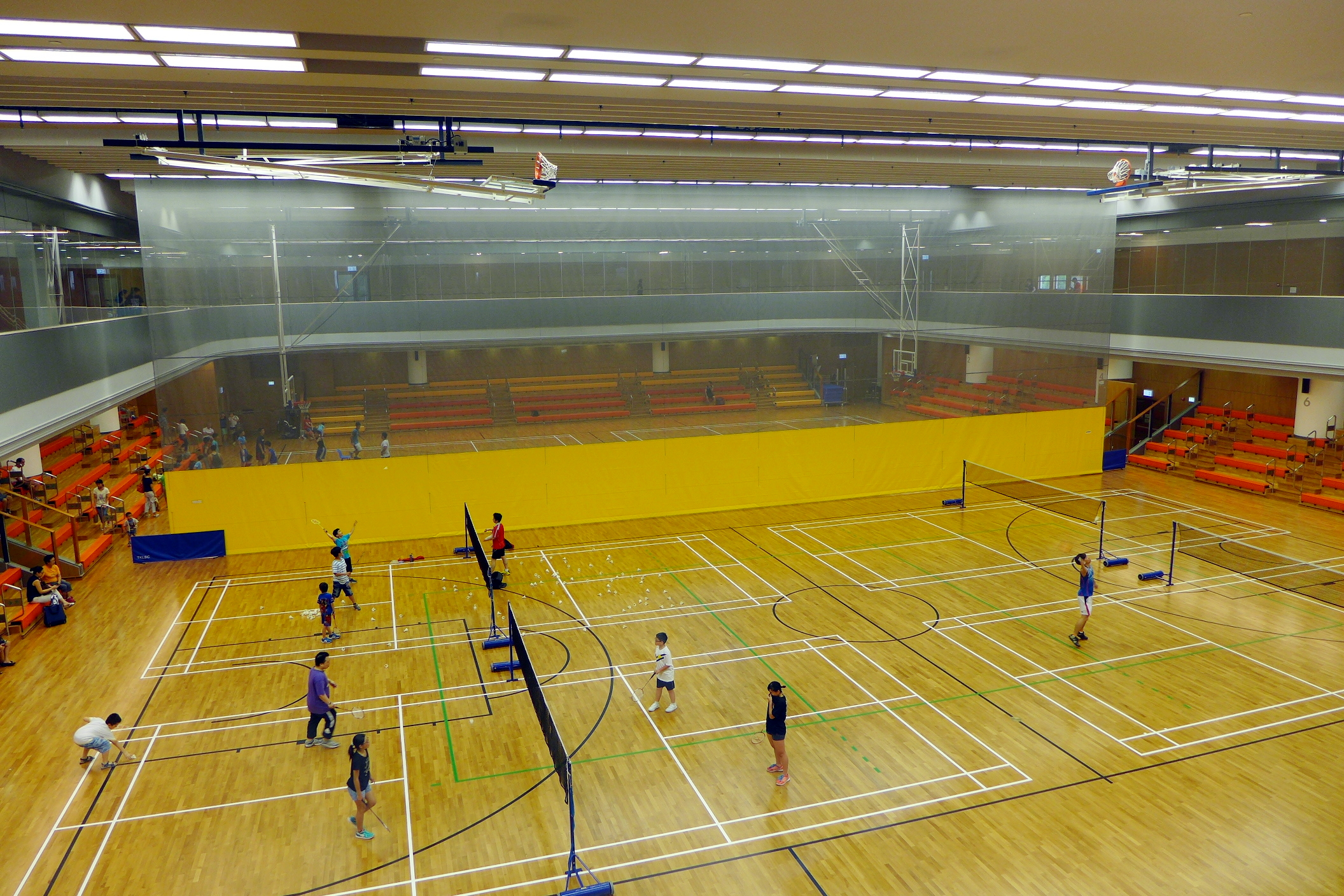
多用途主場

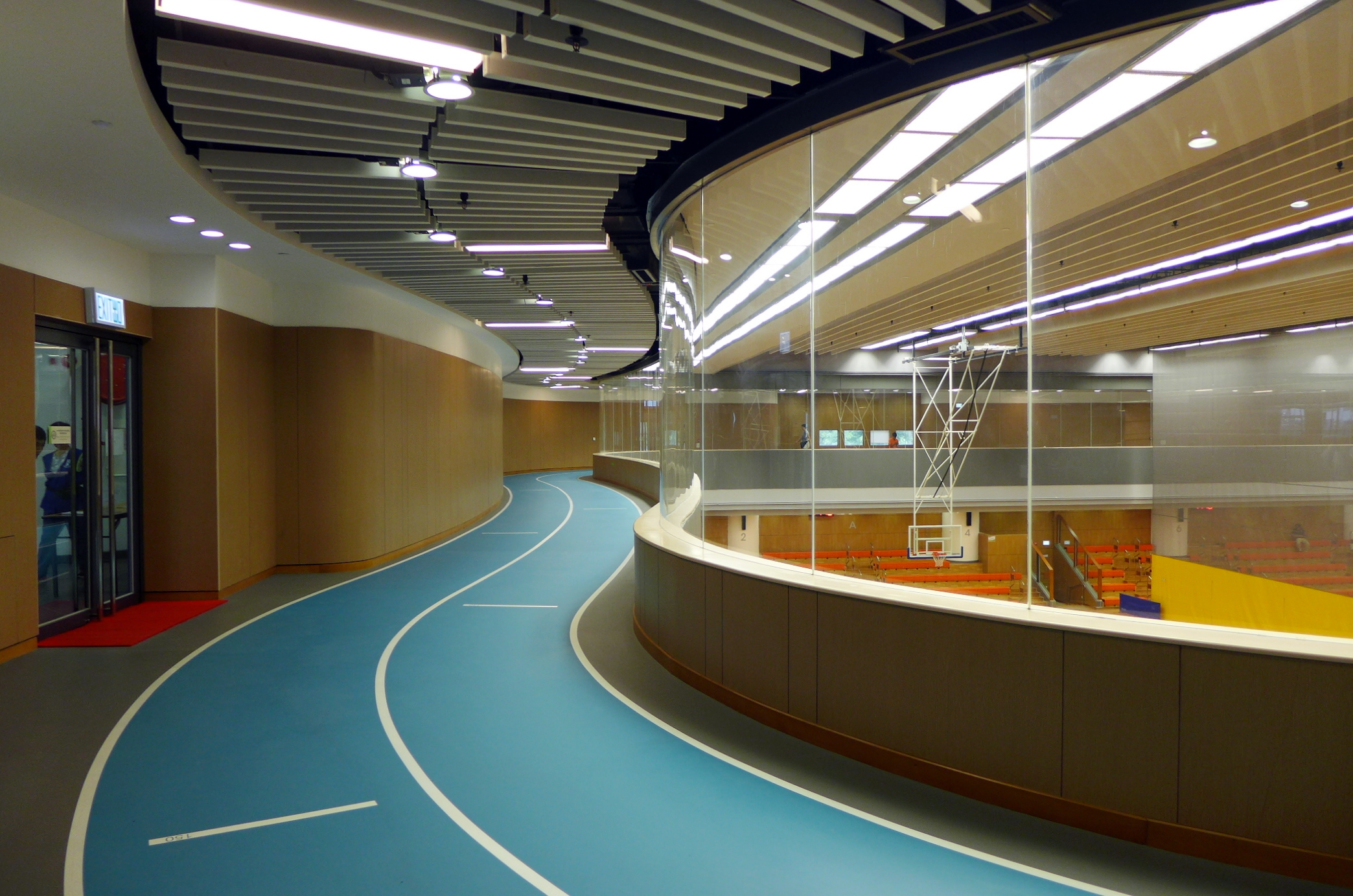
室內緩跑徑

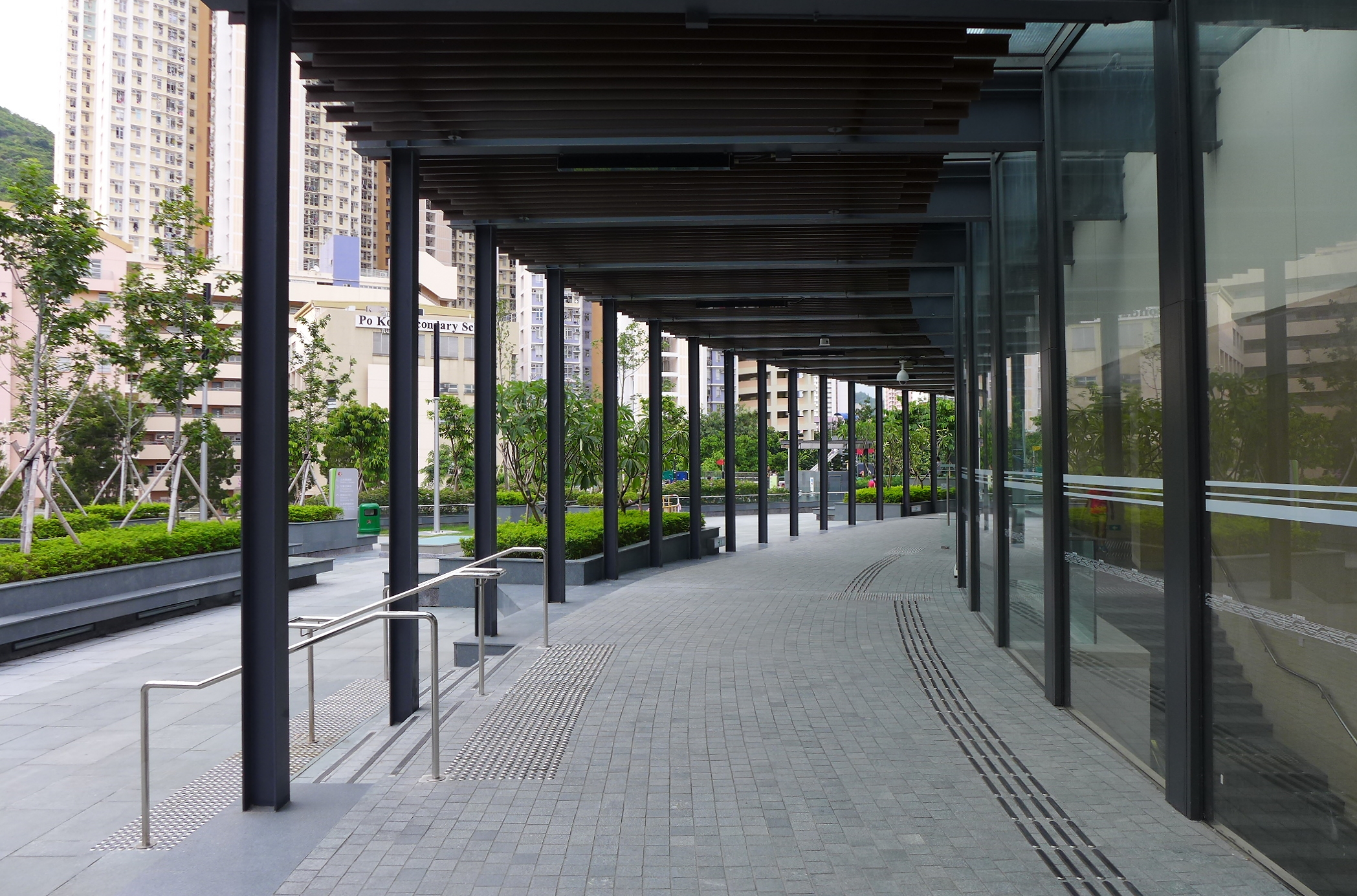
戶外有蓋通道

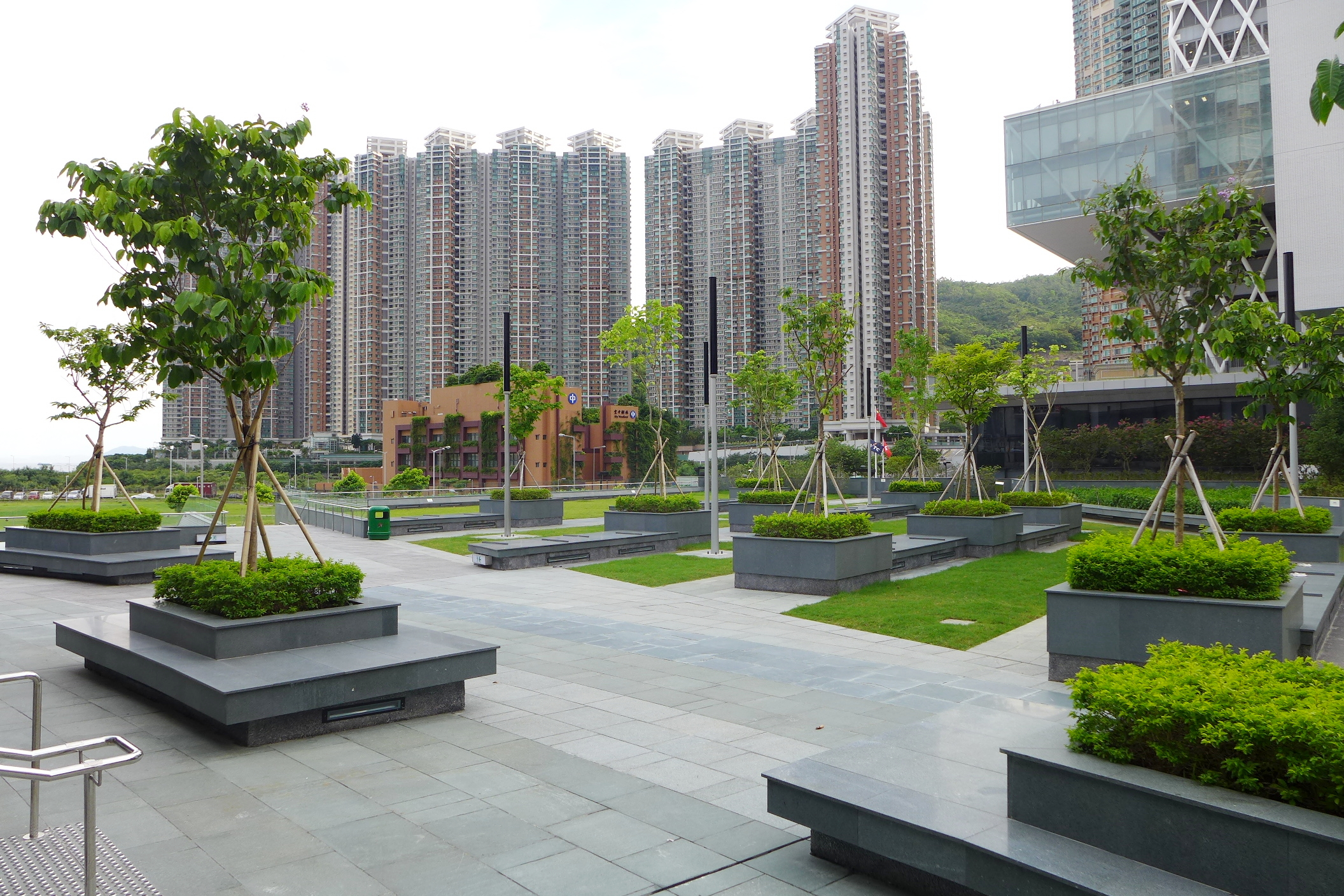
園景花園

調景嶺體育館（英語：Tiu Keng Leng Sports Centre）是香港西貢區的一座體育館，位於將軍澳第七十四區南調景嶺翠嶺路2號，屬康樂及文化事務署轄下管理，於2015年4月23日啟用，主要為將軍澳居民服務。
館址原擬與圖書館和香港知專設計學院土地一併撥作興建居屋，並已完成規劃，但因孫九招而被逼腰斬。及後被改作政府用地，至2008年8月調景嶺臨時單車公園開幕為止；單車公園已於2011年9月1日停用，以進行體育館的建築工程。

## 設計
體育館由呂元祥建築師事務所設計，風格以簡約設計為主，以白色和灰色作主調，並透過玻璃外牆來擴大空間感及採光。戶外亦設兩層地區休憩用地，佔地1公頃，設有園景花園、草坪、長者健體園地、健身站及兒童遊樂場等設施。

## 設施
體育館樓高2層，提供多元化的康樂設施供個人及團體租用，地下包括1個多用途主場（可用作2個籃球場、2個排球場或8個羽毛球場）、6間多用途活動室（其中兩間提供3張乒乓球枱）和設以海底洞穴為主題的兒童遊戲室。樓上設長約150米室內緩跑徑，及2015年8月開放的健身室。
而戶外設高達12米符合運動攀登國際比賽標準的戶外運動攀登牆，為區內首幅。

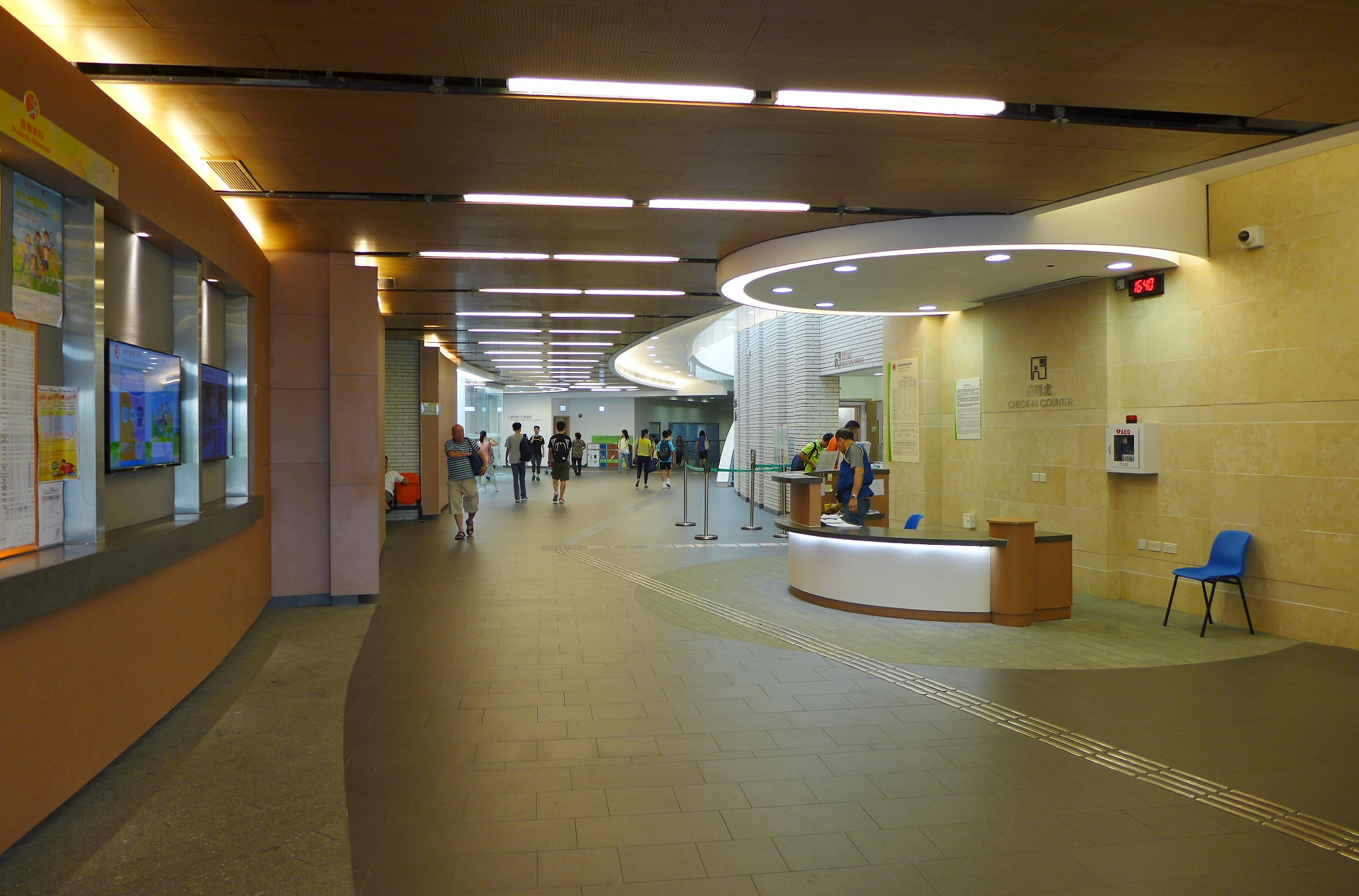
大堂
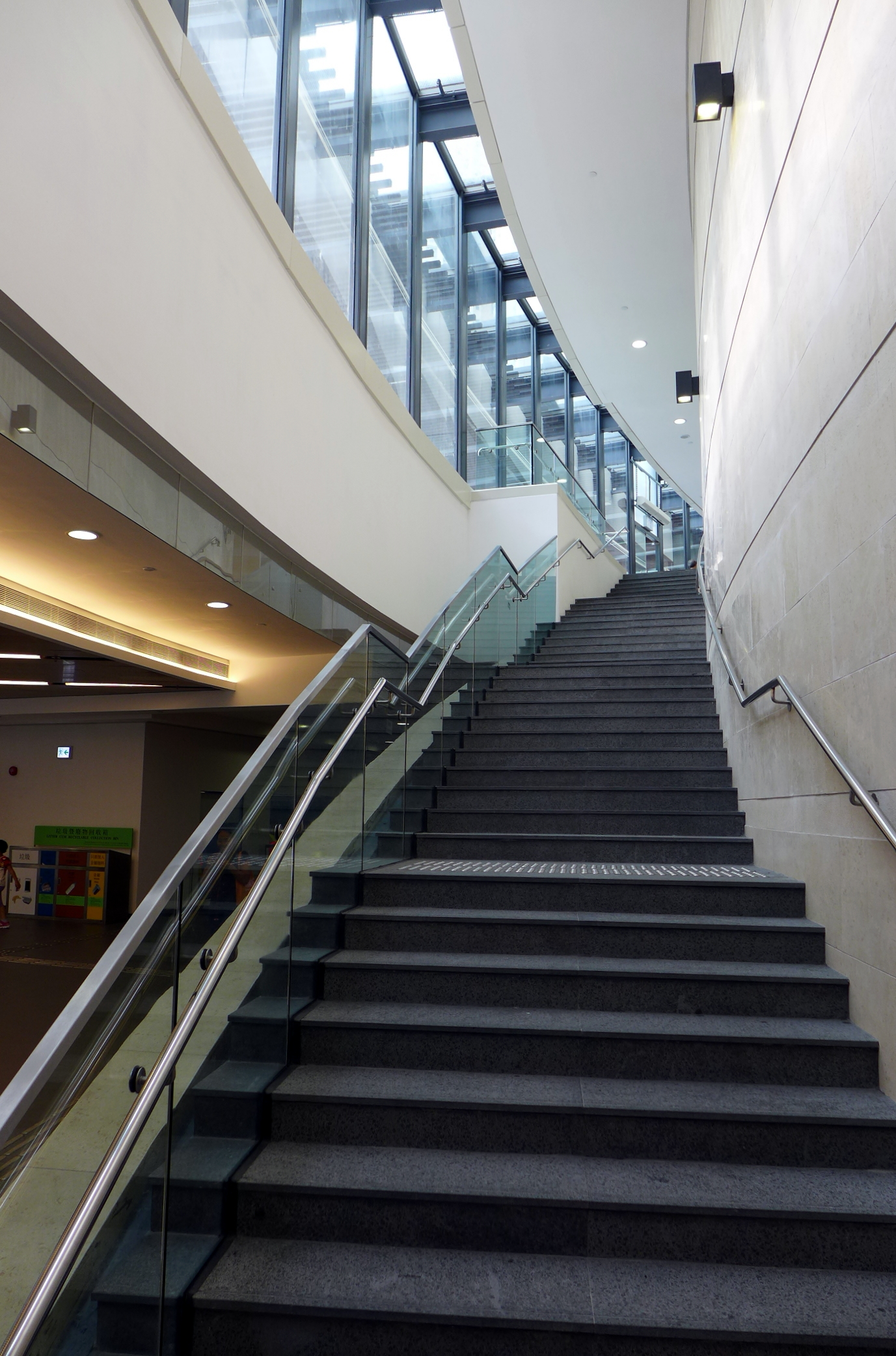
樓梯
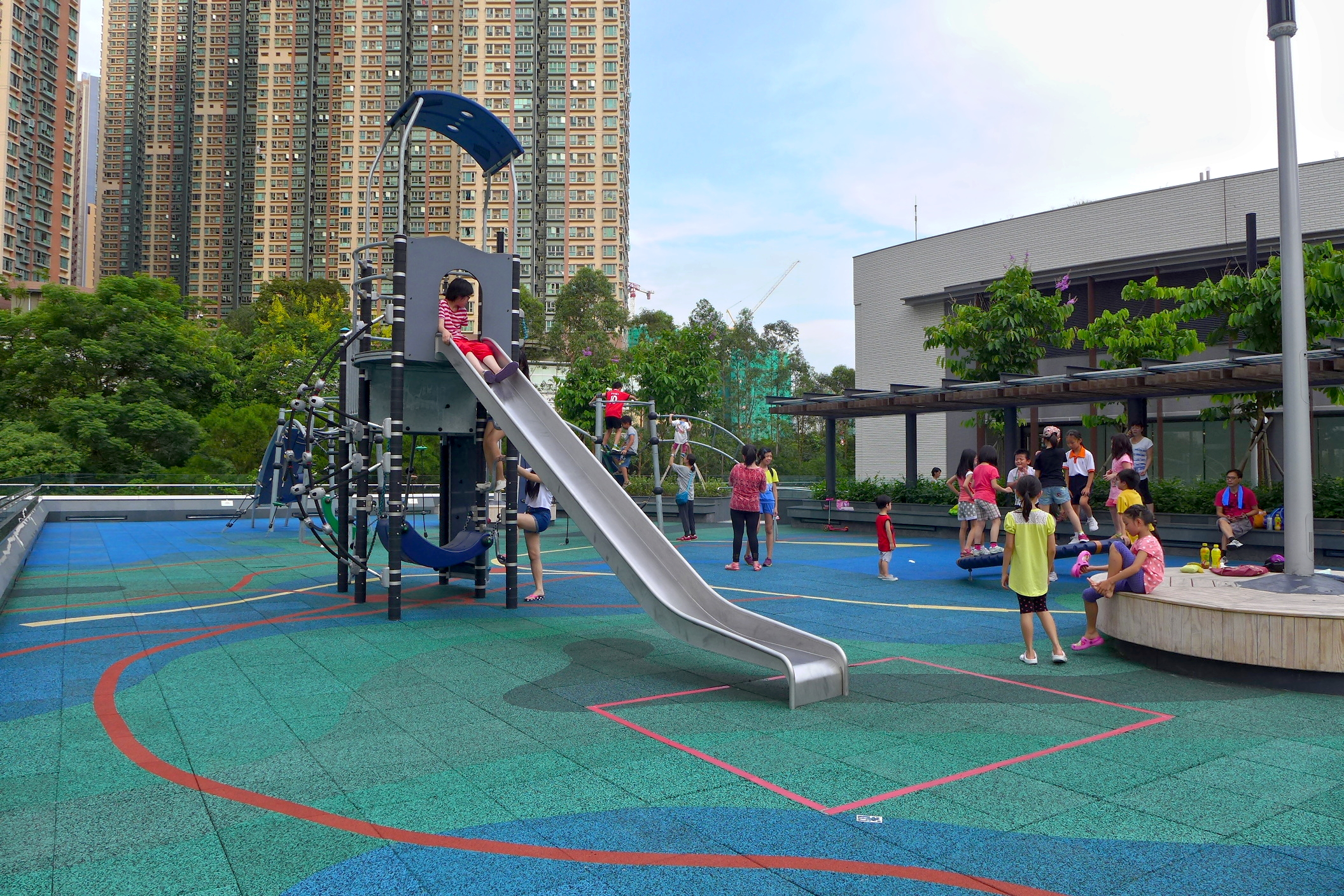
兒童遊樂場
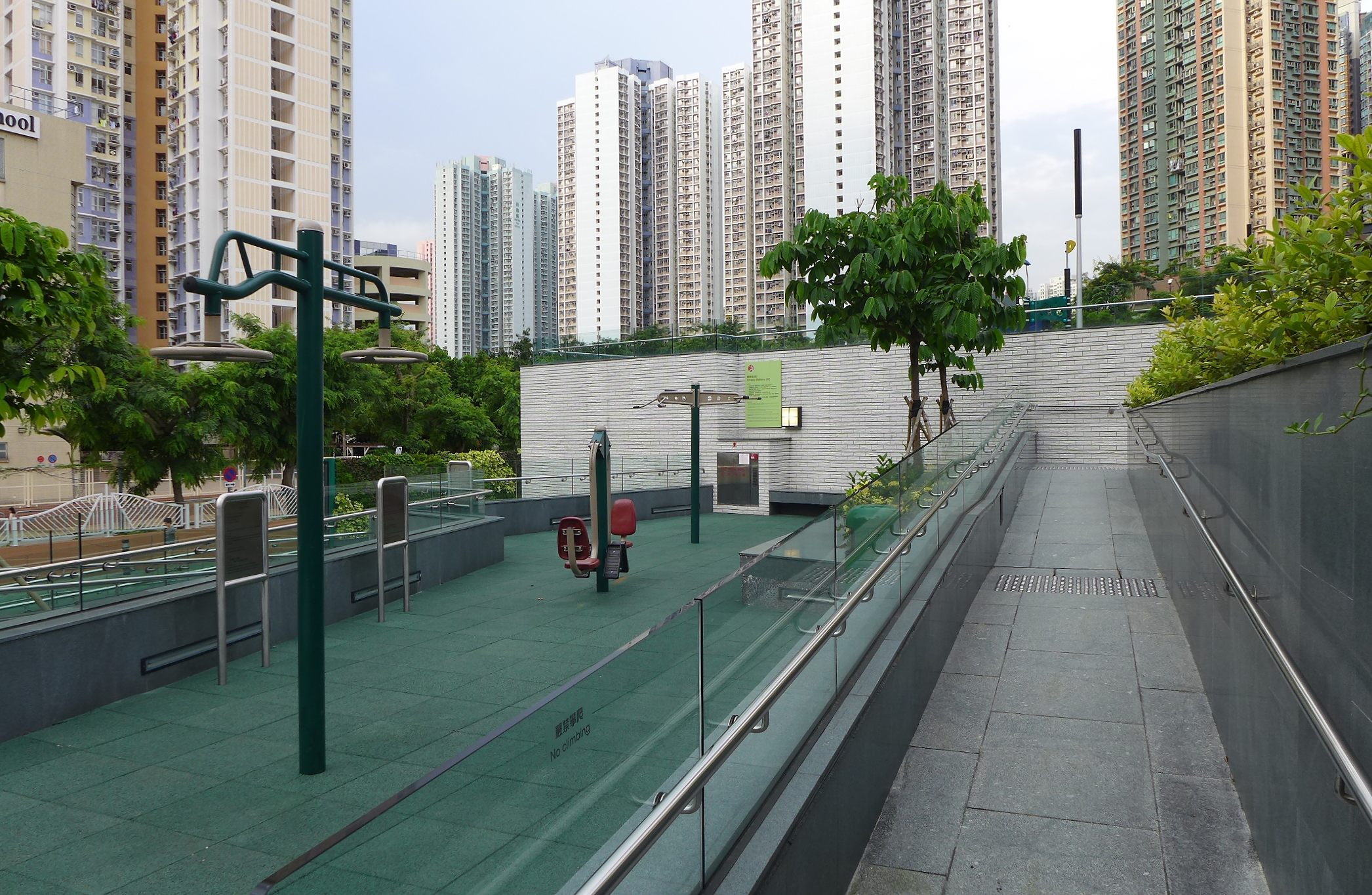
健身站
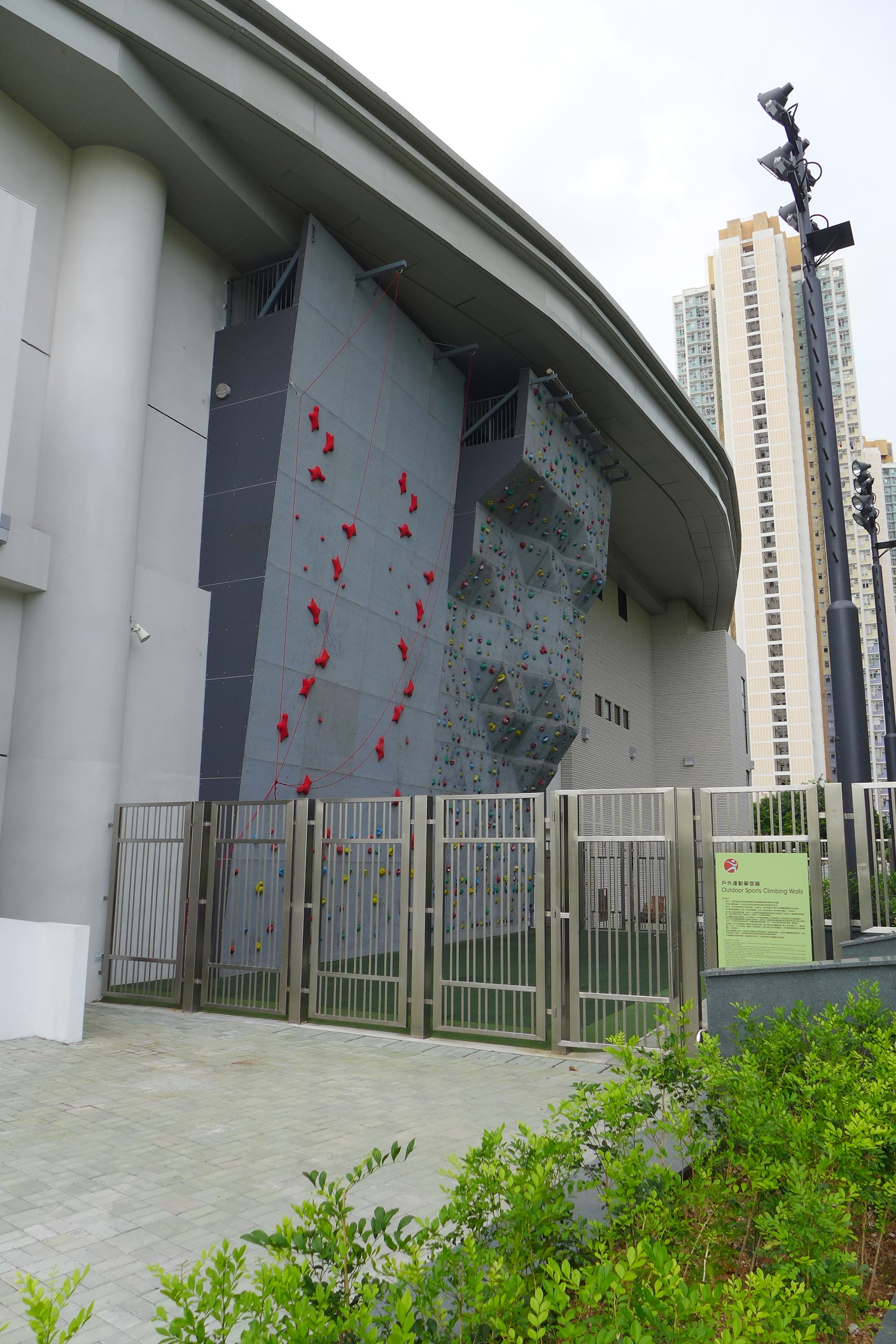
戶外運動攀登牆

## 獎項
項目獲得綠建環評鉑金評級，同時獲選為「環保建築大獎 2014」及「世界建築節大獎2014」的入圍項目。

## 開放時間
每日07:00-23:00（定期保養日除外：定期保養日為每月第2及第4個星期一07:00-13:00；如果遇上公眾假期，將會順延至翌日）
- 農曆年初一至年初三休息

## 鄰近建築
- 健明邨
- 善明邨
- 彩明苑
- 都會駅
- 城中駅
- 真道書院
- 寶覺中學
- 港澳信義會明道小學
- 將軍澳香島中學
- 萬鈞匯知中學
- 聖方濟各大學
- 香港知專設計學院
- 香港九龍東皇冠假日酒店
- 香港九龍東智選假日酒店
- 將軍澳南海濱長廊
- 將軍澳海濱公園
- 將軍澳中心
- PopCorn
- PopWalk
- 帝景灣
- 唐明街公園
- 調景嶺公共圖書館
- 尚德邨
- 唐明苑
- 天晉

## 外部連結
- 調景嶺體育館 （页面存档备份，存于）